# 川本雅之
川本 雅之（かわもと まさゆき、1965年7月2日 - ）は、日本の政治家。愛知県瀬戸市長（1期）。元瀬戸市議会議員（5期）

## 来歴
愛知県瀬戸市出身。瀬戸市立原山小学校、瀬戸市立光陵中学校、愛知県立瀬戸西高等学校、東京工芸大学卒業。企画制作会社で務めたのち、政治を志し、父である川本明良愛知県議会議員後援会事務局に入局。1995年に瀬戸市議会議員に初当選し、5期20年務める。
2015年と2019年には瀬戸市長選挙に立候補したが、いずれも伊藤保徳に敗れ、落選。2015年の市長選の際には当時所属していた自民党が別の候補（落選）を支援したことから、出馬の際に同党を離党した。
2023年の瀬戸市長選では、自民党・公明党が推薦する元市議の水野良一を破り、初当選した。